# Zhenfeng
Zhenfeng (en chino, 贞丰; pinyin, Zhēnfēng) es un condado bajo la administración directa de la Prefectura Qianxinan en la Provincia de Guizhou, República Popular China.  Su área es de 1509 km² y su población total para 2010 superó los 300 mil habitantes.

## Administración
Desde julio de 2020, el  condado Zhenfeng se divide en 17 pueblos que se administran en 5 subdistritos,   9 poblados y 3 villas.